# NGC 1752
NGC 1752 is een Balkspiraalstelsel in het sterrenbeeld Eridanus. Het hemelobject werd op 30 december 1861 ontdekt door de Duits-Deense astronoom Heinrich Louis d'Arrest.

## Synoniemen
- PGC 16600
- MCG -1-13-47
- IRAS04597-0818